# Первушино (железнодорожная станция, Судиславский район)
Первушино — железнодорожная станция (тип населённого пункта) в Судиславском районе Костромской области России. Входит в состав Воронского сельского поселения.

## География
Станция расположена в юго-западной части Костромской области, в подзоне южной тайги, при железнодорожной линии Кострома — Галич, на расстоянии приблизительно 21 километра (по прямой) к северо-востоку от посёлка городского типа Судиславль, административного центра района.

### Климат
Климат характеризуется как умеренно континентальный, с продолжительной холодной многоснежной зимой и коротким сравнительно тёплым летом. Средняя температура воздуха самого холодного месяца (января) — −13,3 °C (абсолютный минимум — −49 °C); самого тёплого месяца (июля) — 17,7 °C (абсолютный максимум — 37 °С). Безморозный период длится около 112 дней. Продолжительность периода активной вегетации растений (выше 10 °C) составляет примерно 115—125 дней. Годовое количество атмосферных осадков — 598 мм, из которых 370—440 мм выпадает в тёплый период.

### Часовой пояс
Первушино, как и вся Костромская область, находится в часовой зоне МСК (московское время). Смещение применяемого времени относительно UTC составляет +3:00.

## Население
| 2008 | 2010 | 2014 |
| ---- | ---- | ---- |
| 102  | ↘87  | ↗116 |

### Национальный состав
Согласно результатам переписи 2002 года, в национальной структуре населения русские составляли 96 % из 112 чел.